# Cristiano Minellono
Cristiano Minellono, de son nom entier Cristiano Minellono dei San Martino d'Arundello (né le 27 mars 1946), surnommé Popi ou Popy, est un musicien et acteur italien.

## Biographie
Cristiano est né le 27 mars 1946 à Arona, dans le Piémont, en Italie. Ayant baigné tôt dans l'art (sa mère Maria Pia Arcangeli était chanteuse et actrice de prose et de variétés, tandis que son père Carlo Minello était acteur de théâtre et de cinéma), il est auteur pour la télévision, mais est surtout connu pour avoir été parolier de plusieurs chansons pop italiennes portées au succès par des chanteurs célèbres. En ce sens, il a souvent travaillé en tandem avec des collègues paroliers de renom tels que Luciano Beretta et Mogol, ainsi que dans l'écriture de reprises telles que Tu vinci sempre, sortie en 1969, dérivée de Touch Me du groupe The Doors, confiée à la chanteuse Katty Line.
Il a collaboré, entre autres, avec Adriano Celentano (Il tempo se ne va, Soli) à la renaissance artistique du chanteur, Toto Cutugno (pour le tube L'Italiano),, les Ricchi e Poveri, Mia Martini, Riccardo Fogli, Al Bano et Romina Power, Dori Ghezzi, les Camaleonti, Umberto Balsamo, Memo Remigi, Patrick Samson, Mina, Edoardo Bennato, Alice, Domenico Modugno, Iva Zanicchi, et Gigi Sabani.
Dans les années 1980, il a consolidé un partenariat artistique avec le compositeur Dario Farina pour l'écriture de chansons enregistrées par la suite par les Ricchi e Poveri et Al Bano e Romina Power. Parmi celles-ci, les plus connues sont Mamma Maria, Come vorrei, M'innamoro di te, Voulez vous danser et Se m'innamoro (première place au Festival de Sanremo 1985) du trio génois, Felicità et Ci sarà (première place au Festival de Sanremo 1984) du couple Carrisi.
En 1982, il écrit les paroles de Magnifica serata, une chanson chantée par les Ricchi e Poveri, bande originale du film Scusa se è poco avec Monica Vitti, Ugo Tognazzi et Diego Abatantuono. En tant qu'auteur-compositeur, il a remporté deux éditions de Festivalbar et une édition de Un disco per l'estate, ainsi que deux Telegatti en tant que meilleur auteur-compositeur. Il a également reçu le Premio Paroliere. On estime que les chansons auxquelles il a contribué se sont vendues à plus de 150 millions d'exemplaires dans le monde, se classant dans cinquante-six cas en tête du hit-parade. En tant que producteur musical, il a produit, entre autres, Toto Cutugno, les Ricchi e Poveri, Mia Martini, Dori Ghezzi, I Grimm, Idea 2, Franco Franchi, Ciccio Ingrassia, Barbara Bouchet, et Patrick Samson. Pour la télévision, il a collaboré à l'écriture de textes pour des programmes télévisés bien connus tels que Beauty Center Show (1983), Premiatissima (1984), Una rotonda sul mare (1989).
En 2004, il remporte le Zecchino d'oro avec Il gatto puzzolone, qui est devenue l'une des chansons les plus célèbres de l'émission homonyme. Le 13 juin 2005, Viviana Reato enregistre une reprise de cette chanson.

## Discographie
- 1986 : Una donna come te (interprète : Toto Cutugno)
- 1987 : Cocco bello Africa (interprète : Ricchi e Poveri)
- 1987 : Voglio stringerti ancora (interprète : Ricchi e Poveri)
- 1987 : C'è che luna c'è che mare (interprète : Ricchi e Poveri)
- 1987 : Lascia libero il cielo (interprète : Ricchi e Poveri)
- 1987 : Donne così (interprète : Umberto Smaila)
- 1988 : Che amici (interprète : Al Bano e Romina Power)
- 1988 : Questa notte (interprète : Al Bano e Romina Power)
- 1988 : Non pensarci più (interprète : Al Bano e Romina Power)
- 1988 : Era casa mia (interprète : Al Bano e Romina Power)
- 1990 : Sarà (interprète : Toto Cutugno)
- 1994 : Baciamoci (interprète : Ricchi e Poveri)
- 1998 : È finita (interprète : Uh!)
- 2004 : Il gatto puzzolone (interprète : Mauro Farci)
- 2007 : Era casa mia (interprète : Al Bano)
- 2009 : La Canzone di Jas-Bi (interprète : Al Bano)
- 2011 : Io mi ricordo di te (interprète : Al Bano)
- 2011 : Isole (interprète : Al Bano)
- 2011 : Lei c'è (interprète : Al Bano)
- 2011 : Bella (interprète : Al Bano)
- 2012 : Dimmi che mi ami (interprète : Ricchi e Poveri)
- 2014 : Ciao papà (interprète : Al Bano)
- 2020 : Cambierà (interprète : Al Bano e Romina Power)
- 2020 : Da qui all'eternità (interprète : Cristiano Minellono)